# 7º Cavalleria (film)
7º Cavalleria (7th Cavalry) è un film del 1956 diretto da Joseph H. Lewis.
È un western statunitense, basato sul racconto breve del 1954 A Horse for Mrs. Custer di Glendon E. Swarthout.

## Trama
Al capitano Tom Benson viene concessa una licenza per sposarsi con Martha. Al rientro in servizio, scopre che il suo reggimento, il 7º Reggimento di Cavalleria, è stato decimato nella battaglia del Little Bighorn, in cui è morto anche il generale Custer.
Gli uomini che restano del suo reggimento e le vedove dei soldati caduti provano disprezzo per Benson, perché lo accusano di codardia per non essere stato in battaglia. Anche il padre di Martha, il colonnello Kellogg, a capo di una Commissione di Inchiesta su quanto è avvenuto, non riesce a giustificare pienamente l'assenza dal campo di battaglia del capitano Benson.
Quando il presidente degli Stati Uniti ordina il recupero dei cadaveri dei soldati caduti in battaglia, Benson si offre volontario per guidare un piccolo gruppo di soldati per eseguire il compito. Dopo la battaglia vittoriosa, gli indiani considerano sacro il campo di battaglia e quindi non vogliono permettere a Benson e ai suoi uomini di portare via i cadaveri di Custer e dei suoi uomini.
Benson mette in atto un astuto stratagemma: uno dei cavalli del reggimento,  molto simile a quello di Custer e addestrato ad obbedire agli ordine suonati dal trombettiere, viene fatto correre per il campo di battaglia; poi il trombettiere suona l'adunata e il cavallo galoppa verso la postazione del reggimento. Gli indiani credono che lo spirito di Custer sia tornato e consentono alla cavalleria di lasciare il campo col cadavere di Custer. Il capitano Benson torna al campo dove il suo coraggio è adesso ammirato da tutti.

## Produzione
Il film, diretto da Joseph H. Lewis su una sceneggiatura di Peter Packer e un soggetto di Glendon Swarthout, fu prodotto da Harry Joe Brown per la Scott-Brown Productions e girato a Amecameca e a Durango, in Messico dal 12 gennaio al 3 febbraio 1956. I titoli di lavorazione furono The Return of Custer e  Return to Custer.

## Distribuzione
Il film fu distribuito negli Stati Uniti nel dicembre 1956 dalla Columbia Pictures.
Altre distribuzioni:
- in Germania Ovest il 7 dicembre 1956 (Die siebte Kavallerie)
- in Finlandia l'11 gennaio 1957 (7. ratsuväki)
- in Austria nell'aprile del 1957 (Die 7. Kavallerie)
- in Portogallo il 7 ottobre 1957 (O 7.º de Cavalaria)
- in Francia il 30 giugno 1958 (La mission du Capitaine Benson)
- in Belgio (La mission du Capitaine Benson)
- in Brasile (O Fantasma do General Custer)
- in Spagna (El séptimo de caballería)
- in Grecia (Atromitos ilarhos)
- in Italia (7º Cavalleria)

## Critica
Secondo il Morandini il film è "discreto film d'avventure, solido, tradizionale" che può vantare "qualche trovata originale".

## Promozione
La tagline è: CHARGING THE BATTLE LINES OF THE SIOUX AND THE CHEYENNES!.